# Alcippe hueti
Az Alcippe hueti a madarak osztályának verébalakúak (Passeriformes) rendjébe és a Pellorneidae családjába tartozó faj.

## Rendszerezése
A fajt Armand David francia zoológus írta le 1874-ben. Az Alcippe morrisonia alfajaként is szerepel Alcippe morrisonia hueti néven.

## Alfajai
- Alcippe hueti hueti David, 1874
- Alcippe hueti rufescentior (Hartert, 1910)[2]

## Előfordulása
Délkelet-Ázsiában, Kína délkeleti részén honos.